# Afantázia
Az afantázia a mentális képzelőerő hiányát jelenti. Először Francis Galton írta le 1880-ban, de azóta alig tanulmányozták.  A jelenség iránti érdeklődés 2015-ben újult meg, amikor az Exeteri Egyetem oktatója, Adam Zeman és csapata cikket jelentetett meg róla. Ők alkották meg az afantázia elnevezést, az ógörög φαντασία szót fosztóképzővel ellátva. Becslések szerint a népesség 2%-át érinti.
Azonban azóta is csak keveset foglalkoztak a jelenséggel. Néhány kutatás altípusokat különböztetett meg. Az egyik altípus a téri afantázia, ami azt jelenti, hogy az egyén képzelőereje nélkülözi a térlátást. Egy másik altípus a tárgyi afantázia, képtelenség egyes események vagy itemek mentális képének létrehozására.
Az afantázia ellentéte a hiperfantázia, ami extrém képzelőerőt jelent, és bármely érzékre vonatkoztató. Az afantázia hasonlít olyan állapotokhoz, mint a prozopagnózia, az alexia és az amúzia. Velük szemben nem ismert, hogy az afantázia okoz-e valami észlelhető hátrányt vagy szenvedést. Ezért nem világos, hogy az afantázia betegség-e.
Kutatása közelebb visz a mentális képzelőerő megértéséhez.

## Története
A jelenségről először Francis Galton írt 1880-ban a képzelőerőről írt statisztikai tanulmányában. Úgy találta, hogy ez egy gyakori jelenség:
„Megdöbbenésemre, úgy találtam, hogy a legtöbb kutató, akiket először megkérdeztem, azt mondta, hogy a mentális képzelőerő teljesen ismeretlen számukra; és úgy néztek rám, mint fantasztára, feltételezve, hogy a mentális képzelőerő szavakkal pontosan azt írtam le, mint amiről úgy gondoltam, hogy bárki számára jelentenek. Nem értették meg jobban, mint egy színvak a színeket, tudomást nem véve a saját állapotáról.”
1897-ben Théodule-Armand Ribot tipografikus-vizuális típusú képzelőerőről írt, amit azt jelentette, hogy mentálisan megfelelő írott szavakként látják a gondolatokat. Jacques Hadamard magyarázata szerint:
„Ribot első felfedezése egy jól ismert fiziológus volt. Az ő számára még a kutya, állat szavak sem hívtak elő képet, ehelyett nyomtatva látta őket, pedig kutyák között élt, és kísérletezett velük a mindennapokban. Hasonlóan, egy nagyon közeli barátjának nevének hallatára sem tett erőfeszítést arra, hogy felidéződjön a barát képe, hanem az ő neve jelent meg nyomtatva… Továbbá Ribot szerint a tipografikus-vizuális típusú emberek nem tudják elképzelni, hogy mások gondolkodása másként működik.”
2005-ben Adam Zemant felkereste egy férfi, aki egy kisebb műtét után elvesztette a vizualizálás képességét. Miután megjelent Zeman esettanulmánya 2010-ben, azután többen is megkeresték Zemant azzal, hogy ők egész életükben képtelenek voltak vizualizálni. 2015-ben Zeman és csapata újabb cikket jelentetett meg, ezúttal a fejlődési afantáziáról, amivel felkeltette az érdeklődést a téma iránt.
Zeman 2015-ös cikke a David Marks által 1973-ban kifejlesztett  Vividness of Visual Imagery Questionnaire (VVIQ)-t használta 21 önmagát diagnosztizáló önkéntes mentális képalkotásának felmérésére. Megállapította, hogy csak az akaratlagos képzelőerő hiányzott; a nem akaratlagos képzelőerő, mint az álmodás, nem volt érintett.
Az Újdél-Walesi Egyetem kutatói, Rebecca Keogh és Joel Pearson 2017-ben megjelent cikkében a mentális képalkotás szenzoros kapacitását binokuláris rivalizációval és előfeszítéssel vizsgálták. Úgy találták, hogy amikor egy inger elképzelésére kérte őket, a saját magukat afantáziásnak tartók majdnem semennyi képszerűséget nem produkáltak, összehasonlítva a többi kísérleti alannyal, akik magasabb pontszámot értek el képalkotásból, és akiknél az előfeszítés hatásos volt. 2020-ban publikáltak egy másik cikket, amiben a mentális képalkotással kapcsolatban mérhető különbségeket mutattak ki, ezúttal indirekt, az elsődleges látókéreg aktivitását (V1) mérve.
Egy másik 2020-as tanulmány szerint az afantázia más érzékekre is kiterjed, illetve az afantáziások kevésbé élénk önéletrajzi emlékekről számoltak be. Továbbá az emlékezet más formái is másként működnek, mint a nem afantáziásoknál. Egy 2021-es tanulmány szerint kevesebb tárgyat tudtak felidézni képek közül, ellenben a térbeli emlékezet jobban működött, mint a kontrollszemélyeknél. Ezek a különbségek csak a felidézés fázisában jelentkeztek.
2018-ban egy tanulmány egy afantáziás személy vizuális munkamemóriáját elemezte. Úgy találta, hogy az afantázia a munkamemóriát is érinti. Habár az elme képes a legtöbb helyzetben kompenzálni a mentális képalkotás hiányát, ez a hiány lényeges az elme működésének sok aspektusában, beleértve a munkamemóriát.
2021-ben egy tanulmány az izzadást mérte a bőr vezetőképességével egy ijesztő történet olvasása, majd félelmet keltő képek nézése közben. Úgy találták, hogy szemben a többi résztvevővel, az afantáziások fiziológiai válasza egyenes vonalú volt a történet olvasása közben, míg a képek nézegetése közben a válasz nem különbözött a többi személyétől. A cikk arra következtetett, hogy az eredmény támogatja a mentális képalkotás érzelemerősítő elméletét.
2021-ben egy másik tanulmány a vizuális keresési feladatokban hosszabb reakcióidőt talált az afantáziásoknál, mint a többi résztvevőnél. A feladatban a megtalálandó kép mellett figyelemelterelés is szerepelt. A reakcióidő azonban mindenkinél csökkent, ha a keresendő kép színével előfeszítettek, szemben az elterelő kép színével vagy egy semleges harmadik színnel. Ekkor a kutatók azt feltételezték, hogy ez azért történt, mivel a szín nem volt fontos a feladatban. Ennek vizsgálatára további kísérleteket végeztek. Úgy találták, hogy a nem afantáziás résztvevőknél nagyobb volt a csökkenés, ha két tárgy közül kellett választani, mint ha két szó közül. Ugyanakkor minden résztvevő gyorsabb volt a képekkel, mint a szavakkal végzett feladatokban. Egy 2023-as tanulmány természetesebb helyzetekben vizsgálódott, és arra jutott, hogy az afantáziások lassabban találtak meg elrejtett objektumokat egy képen.
2021-ben egy tanulmány úgy találta, hogy az afantáziások más stratégiát használnak a memória feladatokhoz. Ezzel kiderült, hogy a munkamemória és a látási memória nem ugyanaz, mivel az afantáziásoknak nem voltak nehézségeik a látási munkamemóriával.
Egy 2021-es tanulmányban kapcsolatot kerestek az autizmus, a szinesztézia és az afantázia között. Úgy találták, hogy az afantáziásoknál több az autisztikus vonás, mivel jellemzőbben rosszabbak a szociális képességeik, mint a többségé. Ehhez gyengébb képzelőerő és masgasabb intelligenciaszint járul.
A fejlődési afantázia mellett létezik szerzett afantázia is. Okozhatja agysérülés vagy pszichológiai okok. 2021-ben arról írtak, hogy COVID-19 is okozott afantáziát.
Egy 2022-es tanulmány az általános népesség körében akarta felmérni az afantázia gyakoriságát, hogy hallgatókat és online toborzott önkénteseket vizsgált Vividness of Visual Imagery Questionnaire segítségével. A vizsgálati személyek 0,8%-a képtelen volt mentális képek alkotására; és 3,9% volt képtelen mentális képek alkotására, vagy mentális képalkotása homályos, illetve elmosódott volt. Sitek és Konieczna azt mutatta ki, hogy a súlyosbodó afantázia a demencia előjele lehet. Szerzők egy csoportja afantáziásokkal készített interjúkkal életükről, és úgy találták, hogy  kevesebb epizódra emlékeznek, mint a kontrollszemélyek; illetve a jövőre vonatkozó terveik, elképzeléseik is kevésbé részletgazdagok. Ami azt jelenti, hogy a képalkotás fontos az epizodikus részletek dinamikus felidézében és kombinálásában.

## Okai
2022-ben két modell létezett az afantázia magyarázatára. Az egyik szerint a frontális és az okcipitrális lebeny (tehát az agy első és hátsó része) közötti kommunikáció zavara idézi elő. Ugyanis a frontális lebenyben jelenik meg a képalkotásra az igény, amire az okcipitrális lebeny a kép megalkotásával reagál. Egy másik szerint az okcipitrális lebeny aktivitása túl magas, így nem tud reagálni a külső jelekre. Ez utóbbi elmélet azonban nincs megfelelően alátámasztva bizonyítékokkal. Afantáziát okozhat agysérülés, műtét vagy trauma - ez utóbbi a rémálmokat akarja megelőzni a mentális képzelőerő lefojtásával.
Különböző elméletek léteznek az afantázia magyarázatára. Egy általános elméletet keresnek filozófiai, pszichológiai és nyelvészeti megközelítésben. Blomkvist szerint az epizodikus rendszer folyamatanak zavaraként magyarázható a legjobban, így ez az epizodikus rendszernek egy zavara. Filozófiai szempontból is tanulmányozzák. Šekrst szerint az érzékletio képek fokozatosan épülnek fel mentális képekké, az afantáziától a hiperfantáziáig.  Ez az elképzelés fuzzy álláspontból befolyásolja a mentális képalkotás filozófiai,  nyelvészet és szemiotika elemzését. Whiteley amellett érvel, hogy az álmodásról szóló elméleteket némi módosítással bele kell foglalni az afantázia elméletébe, mivel az álom nem akaratlagos képalkotás.

## Hírességek
- Ed Catmull, a Pixar társalapítója, és a Walt Disney Animation Studios korábbi elnöke. Catmull a Pixar 540 munkatársát tesztelte a mentális képalkotásra, és úgy találta, hogy a produkciós menedzserek mentális képalkotása jobb, mint a művészeké.[42]
- Gordon Clark, 20. századi presbiter filozófus és teológus. Afantáziája erősen hatott ismeretelméletére, ami nem fizikai észlelésre, hanem bibliai racionális propozicionális releváción alapult.[43]
- Laura Kate Dale, brit író és aktivista.[44]
- James Harkin, brit podcaster és forgatókönyvíró.[45]
- Richard Herring, brit komikus és podcaster.[46]
- Penn Jillette, amerikai bűvész és tévés személyiség[47]
- Glen Keane, animátor, író, illusztrátor.[48]
- Lynne Kelly, mnemotechnikák szerzője. Lynne saját állítása szerint afantáziás, de sikeresen használja például a memóriapalotát, ami tipikusan a látási memórián alapul.[49]
- Mark Lawrence, fantasyszerző.[50]
- Yoon Ha Lee, sci-fi író.[51]
- Laura Lexx, komikus.[52]
- Emad Mostaque, a Stability AI alapítója és vezérigazgatója.[53]
- Derek Parfit, brit filozófus. Afantáziája hathatott a fényképészet iránti hosszú távú érdeklődésére.[54][55]
- Blake Ross, a Mozilla Firefox egyik alkotója.[56] Ross 2016 áprilisában publikált egy esszét az afantáziájáról, és arról, hogyan tudta meg, hogy nem mindenki tapasztalja meg.[57][58] Az esszé számos helyen elérhetővé vált a szociális médiában és különböző hírforrásokban.[59][60]
- Michelle Sagara, fantasyszerző.[61]
- Matthew Yglesias, újságíró, a Vox társalapítója.[62]

## A popkultúrában
2016 áprilisában Blake Ross esszét írt a Facebookra, melyben leírta tapasztalatait az afantáziával; továbbá azt, hogyan ismertfe fel, hogy nem mindenki osztozik vele ebben a tapasztalatában. Ez az esszé elterjedt a szociális médiában.
Lauren Miller 2017-ben megjelent All Things New című regényének főszereplője egy fiatal nő, aki egy autobalesetben szerzett agysérülést  követően afantáziás lett.
Egy online afantáziás közösség augusztus 18-át az afantázia napjává nyilvánította, Galtonra emlékezve.
2020-ban Bonnie Strange kinyilvánította, hogy afantáziás.

## Fordítás
Ez a szócikk részben vagy egészben  az   Aphantasia című angol Wikipédia-szócikk fordításán alapul.  Az eredeti cikk szerkesztőit annak laptörténete sorolja fel. Ez a jelzés csupán a megfogalmazás eredetét és a szerzői jogokat jelzi, nem szolgál a cikkben szereplő információk forrásmegjelöléseként.
Ez a szócikk részben vagy egészben  az   Afantasie című német Wikipédia-szócikk fordításán alapul.  Az eredeti cikk szerkesztőit annak laptörténete sorolja fel. Ez a jelzés csupán a megfogalmazás eredetét és a szerzői jogokat jelzi, nem szolgál a cikkben szereplő információk forrásmegjelöléseként.